# Tanabata
Tanabata (jap. 七夕) – święto japońskie, obchodzone 7 lipca, gdy zbliżają się do siebie dwie gwiazdy północnego nieba Wega i Altair, rozdzielone przez Amanogawa (Drogę Mleczną).

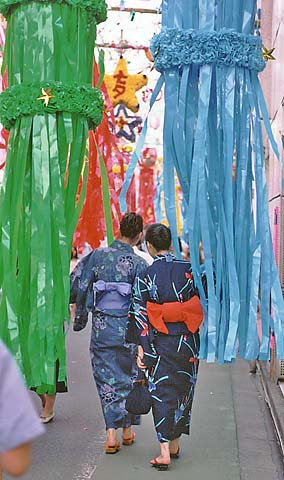
Kobiety ubrane w yukaty podczas Tanabata

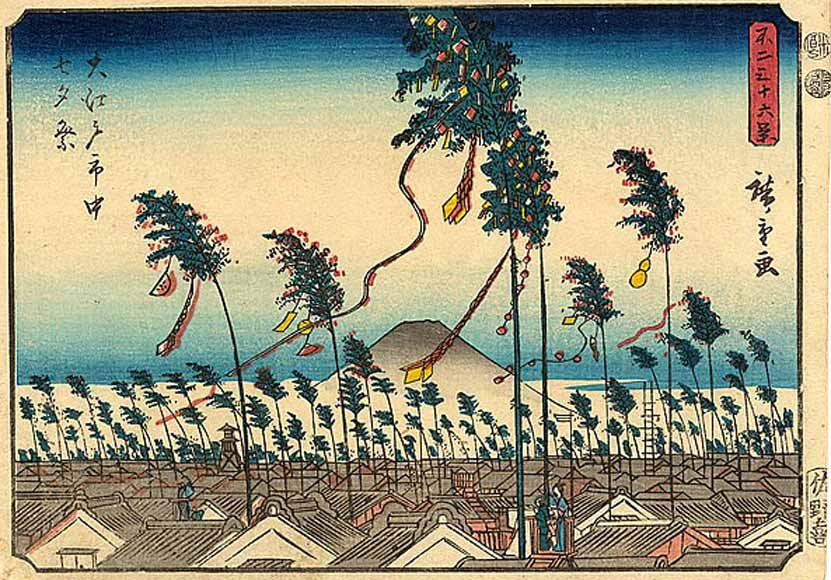
Tanabata w Edo, 1852, Hiroshige

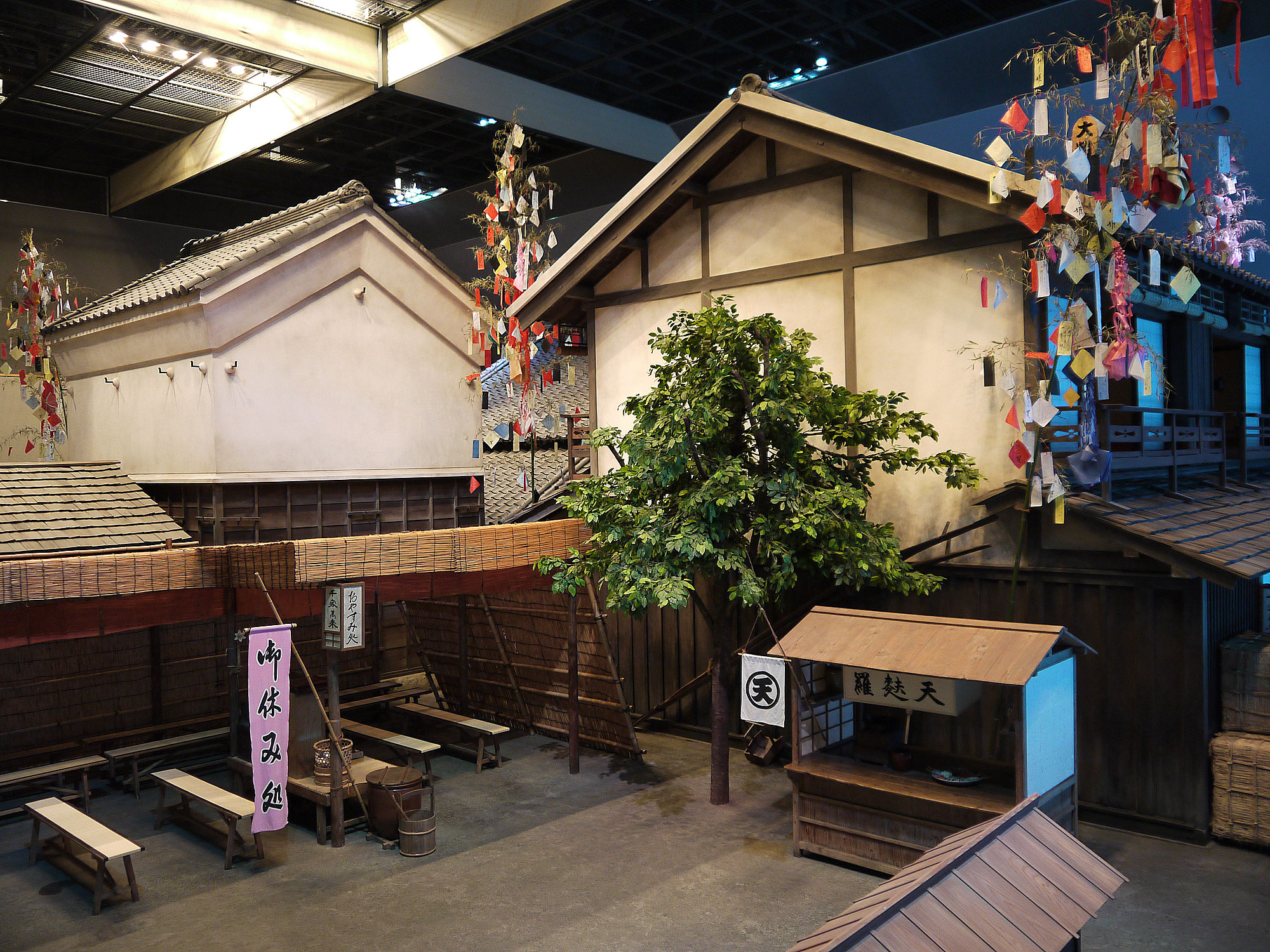
Makieta Edo w czasie Tanabata https://web.archive.org/web/20131029183945/http://www.kcf.or.jp/fukagawa/ (Fukagawa Edo Museum)

Wedle chińskiej legendy Tanabata to para kochanków: Zhinü (Wega) i Niulang (Altair), którzy mogą się spotkać tylko raz w roku. W japońskiej wersji legendy noszą imiona Orihime i Hikoboshi. Dla Japończyków jest to dzień, w którym spełniają się marzenia.

## Historia
Święto to wywodzi się z chińskiego festiwalu pochwały dla umiejętności (乞巧節, qǐ qiǎo jié), zwanego także Qixi. Od okresu Heian święto było obchodzone w pałacu cesarskim w Kioto. Na początku okresu Edo zostało rozpowszechnione wśród społeczeństwa. Przejęło ono część tradycji związanych ze świętem O-bon i przekształciło się w dzisiejszą Tanabatę. W okresie Edo dziewczęta życzyły sobie biegłości w szyciu i krawiectwie, chłopcy natomiast biegłości w piśmie. Życzenia pisano na paskach papieru. W tamtych czasach tradycją było wykorzystywanie rosy pozostałej na liściach taro do wytworzenia atramentu, przy pomocy którego wypisywano życzenia.

### Legendy, z których wywodzi się Tanabata
Orihime (jap. 織姫 Tkająca Księżniczka) była córką Tenkō (jap. 天工 Król Niebios). Tkała ona wspaniałe szaty nad brzegiem Niebiańskiej Rzeki (jap. 天の川 Amanogawa; Droga Mleczna). Wiedząc, że ogromnie podobają się one jej ojcu poświęcała pracy cały swój czas. Była jednak bardzo nieszczęśliwa, gdyż przez swoją pracę nigdy nie zaznała miłości. 
Widząc to Tenkō bardzo się zmartwił i zorganizował jej spotkanie z Hikoboshi (jap. 彦星 gwiazda Altair), zwanym też Kengyū (jap. 牽牛), który żył i pracował po drugiej stronie rzeki Amanogawa. Gdy się spotkali, od razu zakochali się w sobie i wkrótce zostali małżeństwem. Jednak po ślubie Orihime nie tkała już szat dla swego ojca, a Hikoboshi pozwolił swemu stadu rozpierzchnąć się po całym Niebie. 
W przypływie gniewu Tenkō rozdzielił kochanków i nakazał im pozostać po przeciwnych stronach rzeki. Orihime była bardzo przygnębiona z powodu utraty męża i prosiła ojca, aby pozwolił im się jeszcze raz spotkać. Widząc łzy własnej córki, Tenkō zmienił zdanie i zezwolił parze spotykać się każdego siódmego dnia siódmego miesiąca, pod warunkiem, że Orihime przez resztę dni w roku będzie ciężko pracowała nad szatami dla ojca. 
Podczas ich pierwszego ponownego spotkania spostrzegli, iż nie mogą przekroczyć rzeki, gdyż nie było tam mostu. Orihime płakała tak mocno, że aż przyleciało stado srok (jap. 鵲, カササギ kasasagi) i ptaki obiecały utworzyć most z własnych skrzydeł. Jeżeli pada deszcz, sroki nie mogą przylecieć i para kochanków musi czekać cały rok na kolejną szansę spotkania.
W Chinach i Japonii znana jest też inna wersja tej historii. Młody rolnik Mikeran znalazł na swoim polu nieznaną mu szatę, która należała do bogini Tanabata. Wkrótce go ona odwiedziła i spytała, czy nie widział jej szaty. Mikeran skłamał i powiedział, że nie, ale może pomóc bogini w poszukiwaniach. W końcu zakochali się w sobie, zostali małżeństwem i mieli wiele dzieci. Jednak pewnego dnia Tanabata zauważyła na dachu chaty Mikerana kawałek szaty, która ongiś należała do niej. Gdy odkryła kłamstwo męża, zgodziła się mu wybaczyć pod warunkiem, że wyplecie on tysiąc par słomianych butów. Kochankowie nie spotkają się do czasu, aż Mikeran wykona powierzone mu zadanie. W przeciągu swojego życia nie był on w stanie wypleść tylu par butów i dlatego para nigdy więcej się nie spotkała. Jednak mówi się, że kochankowie spotykają się raz w roku, gdy gwiazdy Altair i Wega krzyżują się.

## Zwyczaje
W dzisiejszej Japonii ludzie zazwyczaj świętują ten dzień poprzez pisanie życzeń, czasami w formie poezji. Zapisują je na tanzaku (jap. 短冊 tanzaku), małych kawałkach papieru i wieszają je na krzewach bambusowych, niekiedy wraz z dodatkowymi dekoracjami. Często stroiki z bambusa są puszczane na okolicznych rzekach lub palone po zakończeniu festiwalu, bądź dnia następnego. Przypomina to zwyczaj puszczania papierowych łódeczek i świec podczas O-bon. W wielu rejonach Japonii występują różne zwyczaje związane z Tanabata, które w większości wywodzą się z lokalnych tradycji O-bon. Istnieje również tradycyjna piosenka śpiewana podczas Tanabata:
```
Sasa no ha sara-sara (笹の葉　さらさら)
Nokiba ni yureru (軒端にゆれる)
Ohoshi-sama kira-kira (お星様　キラキラ)
Kin-gin sunago (金銀砂ご)
```

Tłumaczenie:
```
Liście bambusa szeleszczą, szeleszczą,
Trzęsąc się pod strzechą.
Gwiazdy zaczynają mrugać, mrugać;
Jak złote i srebrne ziarenka piasku.
```

## Data
Pierwotnie Tanabata opierała się na japońskim kalendarzu księżycowo-słonecznym, w którym poszczególne daty są około jednego miesiąca później niż w kalendarzu gregoriańskim. W związku z tym część festiwali odbywa się 7 lipca, część w okolicach 7 lipca, podczas gdy inne nadal odbywają się 7 dnia 7 miesiąca księżycowego w tradycyjnym japońskim kalendarzu księżycowo-słonecznym, czyli w sierpniu według kalendarza gregoriańskiego.
7 dzień 7 miesiąca w japońskim kalendarzu księżycowo-słonecznym w ostatnich latach przypadał na następujące daty kalendarza gregoriańskiego:
- 2008-08-07
- 2009-08-26
- 2010-08-16
- 2011-08-06
- 2012-08-24 (W chińskim kalendarzu księżycowo-słonecznym to 2012-08-23 ze względu na różnicę czasu.)
- 2013-08-13
- 2014-08-02
- 2015-08-20
- 2016-08-09
- 2017-08-28
- 2018-08-17
- 2019-08-07
- 2020-08-25
- 2021-08-14
- 2022-08-04

## Obchody Tanabaty

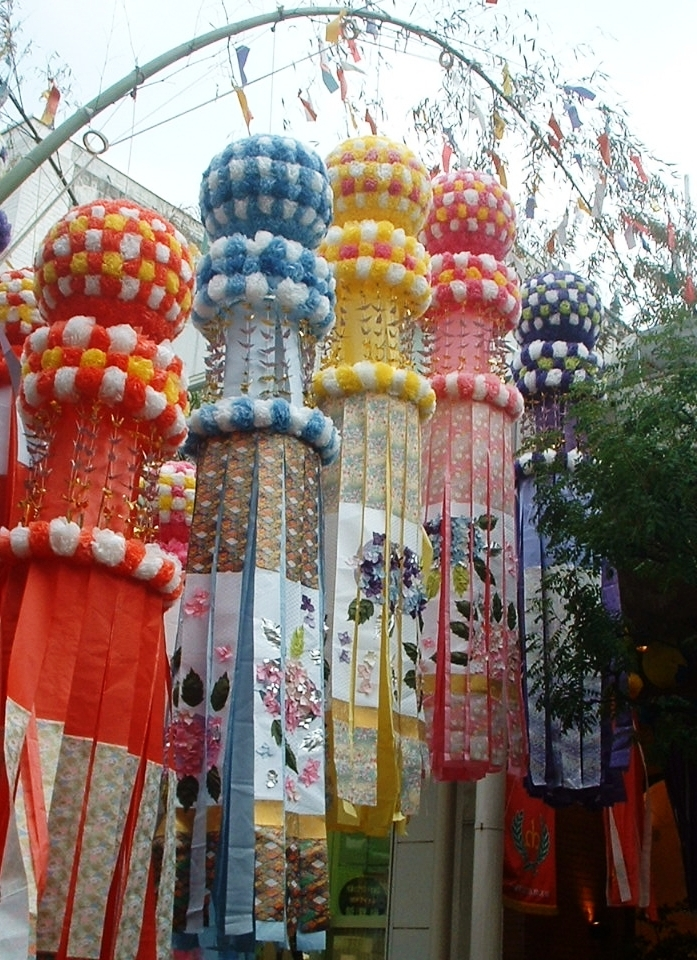
Tanabata w Sendai

Tanabata jest obchodzona na szeroką skalę w wielu miejscach w Japonii, najczęściej w pobliżu centrów handlowych, ozdobionych wielkimi, kolorowymi wstęgami. Najbardziej znany festiwal odbywa się w Sendai i trwa on od 5 do 8 sierpnia. W regionie Kantō największy festiwal Tanabata odbywa się w mieście Hiratsuka. Trwa tam przez kilka dni w pobliżu 7 lipca. Tanabata jest świętowana też w Kanadzie, Meksyku oraz w Brazylii.
Chociaż festiwale Tanabata różnią się zależnie od regionu Japonii, podczas większości z nich odbywa się konkurs na najpiękniejszą dekorację. W czasie święta mogą odbywać się defilady lub też wybory miss Tanabata. Jak w czasie większości świąt w Japonii, wszędzie można znaleźć mnóstwo stoisk serwujących potrawy, lub oferujących przeróżne gry i zabawy.

## Tanabata w Sendai
W Sendai Tanabata jest obchodzona już od początków okresu Edo. Przez lata festiwal ten rozwijał się, zyskując na znaczeniu. Jego popularność zaczęła stopniowo słabnąć od początku okresu Meiji i święto to zostało niemal zapomniane w czasie kryzysu gospodarczego, który nastąpił po I wojnie światowej. Wolontariusze w Sendai wskrzesili zapomnianą już tradycję i ustanowili obchody festiwalu na dni od 6 do 8 sierpnia.
Podczas II wojny światowej święto nie mogło być obchodzone, tak więc w latach 1943-1945 w mieście prawie nie było świątecznych stoisk. Pierwszy większy festiwal odbył się w 1946 roku i liczył 52 stoiska. W 1947 roku, gdy cesarz Shōwa odwiedził miasto podczas Tanabaty, wystawiono 5 000 świątecznych stoisk. Święto stało się jednym z trzech największych letnich festiwali w regionie Tōhoku, jak i główną atrakcją turystyczną. Obecnie w program festiwalu wchodzi również pokaz sztucznych ogni, który odbywa się 5 sierpnia.
Podczas Tanabaty w Sendai tradycyjnie wystawia się 7 rodzajów dekoracji, które mają różne znaczenia. 